# EXTERMINATION
『EXTERMINATION』（エクスターミネーション）は2001年にソニー・コンピュータエンタテインメントから発表されたPlayStation 2専用のゲームソフトである。

## 概要
氷と雪に閉ざされた南極大陸で、多くのクリーチャーやトラップと対峙しながら、生還への道を模索しながら脱出するというもの。
魔界村シリーズ、バイオハザードシリーズに関わった藤原得郎がエグゼクティブプロデューサーとして起用されている。

## ストーリー
2005年12月24日。南極にある合衆国秘密研究施設「フォート・スチュワート」からの連絡が途絶えたため、合衆国海兵隊特殊偵察部隊「RECON」の選抜部隊「チーム・レッドライト」による施設の偵察任務、作戦コード「コールド・リミット」が開始された。
施設にはデニスの亡き相棒アンドリューの恋人シンディが赴任しており、デニスは彼女の救出を心に誓う。しかし、施設上空で隊員を乗せたC-17E輸送機は、謎のエンジン爆発を起こし、南極大陸へ墜落。チームは積載資材のほとんどを失った。デニスは親友ロジャーと共に集合地点とは離れた場所に不時着した。
施設内に入った彼らを待っていたのは、異様な静けさに包まれた施設と、大量の未知なるクリーチャーだった。施設はすでに生物たちの棲み家となり、人間のものではなくなっていたのだ。
至る所にクリーチャーが蔓延し、建物をもトラップ化している。この恐慌の中で、生存者たちは生き延びることができるのか？

## 登場人物

### 主要人物
デニス・ライリー（Dennis Riley）
声：神奈延年
年齢 24歳 身長 180cm 体重 70kg 血液型 O型
本作の主人公。アメリカ合衆国海兵隊特殊偵察部隊「RECON」に所属する若き隊員で、階級は准尉。RECONの選抜部隊「チーム・レッドライト」の一員として南極大陸へ降り立つ。基本的にクールで自分の感情を表に出さない性格だが、根は曲がったことが大嫌いな熱血漢で、少々やんちゃな一面も持ち合わせている。
思春期は不良少年としてならしていたが、両親の死を契機にそれまでの自堕落な生活を抜け出すため、合衆国海兵隊へ入隊。過酷な訓練のなかで戦闘に関する天性の才能を開花させ、RECON及びそのエリート部隊であるチーム・レッドライトへと配属された。その後、あらゆる武器の扱いに精通した、特殊作戦のエキスパートとして幾多の特殊作戦に派遣された。
チームメイトであり親友でもあるロジャー、アンドリューと共に各地で任務を遂行してきたが、西アフリカ・コモドニア派兵時の激戦で、自分の身代わりとなってアンドリューが戦死。生還したデニスは、自分が密かに思いを寄せていたアンドリューの恋人・シンディから痛烈な罵倒を受ける。今回の任務先である「フォート・スチュワート」は、1年前に彼女が転任した場所であり、デニスの心は彼女との再会への喜びと不安が入り交っていた。
シンディ・チェン（Cindy Chen）
声：浅野まゆみ
年齢 24歳 身長 163cm 体重 46kg 血液型 A型
本作のヒロイン。アメリカ合衆国特殊防疫部隊所属の研究員にして細菌学博士。遺伝子解析の知識を活かし、陸軍の機密研究プロジェクトに従事するため、南極にある合衆国秘密基地「フォート・スチュワート」に在籍している。
ハイスクール時代にボランティア活動をしており、その影響もあって医学の道を志すようになった。だが大学で細菌の遺伝子解析に興味を抱き分子工学を専攻、首席卒業後は最新の細菌学を研究すべく陸軍へと入隊する。デニスやアンドリューとは陸軍入隊前に偶然知り合いとなり、男性に対する免疫のなかったシンディは、アンドリューの熱烈なラブコールに押される形で付き合い始める。しかし恋愛感情の高まりとは裏腹に、彼女は遠隔地での勤務を命ぜられた
時が経ち、遠距離恋愛の寂しさに慣れつつあったシンディのもとに届けられたのは、アンドリュー死亡の報告だった。錯乱した彼女は訃報を告げに来たデニスを罵倒、そのままフォート・スチュワートへと転任してしまう。生来穏和で情に厚い彼女だったが、この一件で自分の殻に閉じこもり、他人とのコミュニケーションを拒絶するようになる。デニスに謝りたいと心に抱き続けて1年、施設を極限の惨劇が襲う。生存者を救うべく施設内を奔走するシンディは、この事件とデニスとの再会を機に、本当の自分を取り戻していく。

### RECON関係者
マイク・マーディガン（Mike Madigan）
声：大塚明夫
年齢 36歳 身長 185cm 体重 80kg
「チーム・レッドライト」の隊長で、階級は少佐。湾岸戦争最大の功労者とも目される歴戦の勇士で、チームには組織段階から関わっている。
勇猛果敢かつ冷静沈着なその手腕でほぼ全任務を成功に導き、自身も白兵戦と精密射撃の腕前を発揮してきた。情に厚く部下思いな、理想的上司である。
施設内で隊員を集め、ペンタゴンの指示に従い施設を爆破する掃討作戦を施行。最終的に政府の思惑をデニスに打ち明かし、自らの身を犠牲にして施設を爆破した。
ロジャー・グリッグマン（Roger Grigman）
声：乃村健次
年齢 26歳 身長 192cm 体重 120kg
RECON選抜部隊「チーム・レッドライト」所属で、階級は少尉。デニスとは公私を越えた親友であり、相棒として数々の特殊作戦を戦い抜いてきた。
ナイフを使った格闘戦を得意とし、チーム内でも右に出る者はいない。巨体からは想像できないほど人懐っこく、陽気で常にジョークを忘れない性格の持ち主である。
不時着後、デニスと共に施設内を調査していたが、バグズに浸蝕されクリーチャー化した。一度はシンディの手で倒されるが、その後も幾度となくデニスを襲撃。
最終的に施設内で死亡したモリスとソニアも融合した姿で襲い掛かるが、デニスの手によって完全に消滅させられた。
ゲーリー・ハードウェイ（Gary Hardway）
声：坂東尚樹
年齢 28歳 身長 200cm 体重 110kg
「チーム・レッドライト」所属で、階級は准尉。喜怒哀楽を表に出し、人間味あふれる陽気なムードメーカーのため、殺伐となりがちなチームには欠かせない存在。
作戦遂行時も、白兵戦と爆発処理技術の腕前を発揮し活躍する。本国に残してきたガールフレンドとは、1ヵ月後に結婚の予定。
ケガを負っていたところをデニスに発見される。その後はシンディの護衛を担当し、デニス以外の「RECON」隊員では唯一生存することができた。
フェレール・セラディス（Filel Sidalis）
声：平川大輔
年齢 22歳 身長 165cm 体重 65kg
「チーム・レッドライト」所属で、階級は伍長。隊員中最年少ではあるが、小柄な体格を活かし高い戦闘能力を持つ。
さらに狙撃に関しては、海兵隊でも10年に1人と言われるほどの天才的な腕前を誇る。ただし入隊以前の履歴が空白な事から、何らかの機密に関与していた疑惑が取りざたされている。
マーディガン少佐と共に行動し掃討作戦を施行。しかし、実際には「H0213」を回収するために潜入していたCIAのエージェントだった。その事実に気づいた少佐の手で殺害される。
トーマス・テイラー（Thomas Taylor）
声：乃村健次
「チーム・レッドライト」所属の隊員で、階級は一等兵。生存者を連れて孤軍奮闘していたが、デニスが合流した際には死亡していた。
アンドリュー（Andrew）
本編に名前のみ登場する元「チーム・レッドライト」所属の隊員で、シンディの元恋人。デニスとロジャーとは親友同士だった。1年前、西アフリカ・コモドニア共和国での任務にてデニスを庇って戦死した。

### 施設関係者
ヤン・ファルケン（Yan Falken）
声：置鮎龍太郎
年齢 39歳 身長 175cm 体重 65kg
「フォート・スチュワート」研究主任であり、分子生物学の世界的権威。合衆国陸軍から極秘任務を任され長期に渡り研究を続けている。
意識的に人と交わろうとしない。唯一興味を持つのは研究に関することであり、軍の要請を受けたのはひとえに知的好奇心によるものらしい。プライベートは一切不明。
デニスを追い詰めるが、ジ・オリジンが目を覚ました際の衝撃で研究器具が破壊され感電死。その後、死体はジ・オリジン第2形態に融合された。
カール・モリス（Carl Morris）
声：立木文彦
年齢 54歳 身長 190cm 体重 75kg
「フォート・スチュワート」施設の最高責任者。陸軍の細菌研究所においてエボラ出血熱の遺伝子ワクチンを開発、その功績を認められて責任者に抜擢された。
だが責任感の強い性格のため、この任務の倫理的問題を見過ごすことが出来ず、単身地獄と化した施設内を事態収拾に向け動いている。
地下浄水の水門を制御する為に施設内で孤軍奮闘していたが、クリーチャーの攻撃を受けデニスの目前で死亡。
ソニア・レオーネ（Sonia Leone）
声：斎藤恵理
年齢 29歳 身長 170cm 体重 56kg
「フォート・スチュワート」所属のコンピューター技師。陸軍と単独契約を結び、3歳の娘を本国に残し南極へ赴任してきた。
主にコンピューターシステムの整理、及びバックアップシステムの構築を受け持つ。姉御肌で職員から相談事をよく持ち掛けられているが、彼女自身は塞ぎがちなシンディを心配している。
施設内でRECONやシンディと合流。遠方からシンディと共にデニスをサポートするが、単独行動をした際にクリーチャーに襲われて死亡。
トラヴィス・ミラー（Travis Miller）
声：樫井笙人
年齢 34歳 身長 170cm 体重 60kg
かつては敏腕記者として鳴らした新進ジャーナリスト。野心家で好奇心が強いため、南極の秘密研究所の存在を知ると独自調査に乗り出した。
やがて研究所内のエンジニアと接触すると、エンジニアを装い自ら施設内に潜入。事故後も世界を震撼させるスクープを求め、情報収集を行っている。
施設内を調査するデニスの目前に現れては情報を提供してくれる。デニスらより一足先に脱出した模様。

## 敵

### クリーチャー
有機物はおろか、水や建物、存在するすべてのものを侵食し、クリーチャー化する力を持つ。生物がクリーチャーに攻撃を受けると、免疫力が低下して身体が徐々に侵食されていく。直接的な攻撃だけでなく、クリーチャーの体液に接触することでも侵食される。
バグズ
小型のクリーチャーで、実験用のゴキブリがリキッドによる浸蝕で変化したもの。浸蝕されたことにより遺伝子が変化し、自己複製ができるようになっている。そのため数はねずみ方式に増殖していく。研究員の資料には、姿が見えている数の数十倍から数百倍は潜伏していると記録されている。普段は天井や木箱のなかといった目立たないところに潜伏し、生存者を発見すると群れを成して襲い掛かる。攻撃時には口から浸蝕液と呼ばれる緑色の液体を吐き出し、ときには標的に噛みついてから破裂して浸蝕液を浴びせる。
ヒューマン
もとは、変種のバクテリアである「H0213」の研究にあたっていたフォート・スチュワートの研究員。クリーチャーの攻撃によって変貌した成れの果て。施設内を徘徊しており、浸蝕状態にない生命体を発見すると襲い掛かる。攻撃時は、右腕に備わっている巨大化した爪と、背骨から放出される浸蝕液を使って攻撃してくる。戦闘訓練を受けていない一般人がベースになっているクリーチャーなので、耐久力や攻撃力といった基本的な能力は低い。
トルーパー
もとはフォート・スチュワート内の警備にあたっていた人間が、浸蝕によって変化した姿。浸蝕状態にない生命体を発見すると、右腕と融合しているナイフや、背骨から放出される浸蝕液を使って攻撃してくる。戦闘訓練を受けていない一般人がベースになっているため耐久力は低いが、ナイフと体格を活かした攻撃力は高い。ウィークポイントであるコアは、あばら骨である程度保護されている。
プレデター
実験用の捕食動物と、実験用の霊長類が融合した姿。本来クリーチャーは極寒の地では行動できないが、体表面の分子構造が外骨格状に結晶化されているため、南極での屋外活動を可能としている。逆に摂氏0度以上の場所では生息ができない。攻撃時には脚力を活かした突進と、前足を使った切り裂きを使用。体表面の結晶の屈折率を変えることで透明状態になる能力を持ち、攻撃時にこの能力を併用することもある。ウィークポイントであるコアは背骨にあるため、前方から狙い撃つのはほとんど不可能。
ナイトストーカー
実験用のコウモリが、リキッドによる浸蝕で変化した姿。全長は成人男性の下半身ほどで、一般的なコウモリの体型を大きく上回る。広い空間を飛び回り、浸蝕状態にない生命体を発見すると、飛行能力を活かした攻撃であらゆる角度から襲い掛かる。クリーチャーのウィークポイントであるコアは胴体部分にあるが、通常時は攻撃時に使用される腕のようなパーツで、覆うように折りたたんで保護されている。攻撃時にはコアを保護しているパーツを使うため、攻撃態勢を取っている間のみコアを狙うことが可能。
ウォッチドッグ
実験用の犬が、リキッドによる浸蝕で変化した姿。クリーチャーのウィークポイントであるコアが口内にあるため、実質的には弱点と呼ばれるものが取り除かれている。普段はフォート・スチュワート内にある通路などを番犬のように歩き回っており、侵入者および浸蝕状態にない生命体を発見すると排除するために攻撃態勢をとる。口内から吐き出される緑色の液体と、口に備わっている牙を使って攻撃してくるため、攻撃時はウィークポイントであるコアが露出した状態になる。
ガンナー
フォート・スチュワート内を探索していたRECON隊員が、クリーチャーの攻撃による浸蝕で変化した姿。攻撃時には身体と融合しているアサルトライフルと巨大な手を使用するが、それらの攻撃方法を、標的との距離に合わせて変えてくるほどの高い知能を持つ。RECON特殊偵察部隊による訓練を受けていた人間がベースになっているため、耐久力が高く優れた戦術を身につけている。
ゲートキーパー
RECON隊員であるハンス・グラント一等兵が、クリーチャーの攻撃による浸蝕で変化した姿。施設内を徘徊しており、浸蝕状態にない生命体を発見すると、右腕と融合しているナイフや、背骨から放出される浸蝕液を使って攻撃してくる。外見は後述のトルーパーとまったく同じだが、RECON特殊偵察部隊によって訓練されていたため、耐久力や攻撃力といった基本的な能力値がトルーパーよりも高く、身体部分を有効に使った戦術を身につけている。
エグゼキューショナー
「H0213」によって浸蝕された生物と、フォート・スチュワート内にあるコンテナが融合したクリーチャー。浸蝕状態にないあらゆる生命体に襲い掛かる。コンテナを取り込んでいる触手部分は銃撃さえも跳ね返す強度を持っており、攻撃だけでなく、本体を防衛する役割を兼ねている。
浸蝕ロジャー
フォート・スチュワートを調査している際、浸蝕によってクリーチャーと化したロジャー。施設内で死亡したモリスとソニアも融合している。ロジャーの人格はかすかに残っているが、H0213に侵されたことにより理性が働かず、デニスに襲い掛かってくる。
ジ・オリジン
6万年前に地球に飛来した隕石状の生命体が、すべての浸蝕体と融合した究極のクリーチャー。あらゆる種の遺伝子を取り込み、その星に存在するすべての生命体を絶滅させることだけのために存在している。状況に応じて常に進化していく生命体で、第1形態は水中での機動性を重視した姿になっている。胴体部からバグズを産み出す。
第2形態は水中戦は不利であると判断し、陸での戦いに適応できるように進化する。背中がハッチのようになっており、胴体部にはグレネード弾発射口と浸蝕弾発射口が備わっている。口からバグズを産み出す。
第3形態はデニスとの2回に渡る戦いを分析した結果、デニスが地球上で最強の生命体であると判断し、デニスを模倣した姿に変貌する。

### トラップ
マットトラップ
無機物質が浸蝕を受けたもの。生命活動はなく、地形として存在する浸蝕トラップの一種。
スパイクトラップ
浸蝕を受けて生命体として活動を始めた無機物。上を通過する生き物を捕獲しようとする。
ネストトラップ
体内で複製したバグズを次々と吐き出す。浸蝕を受けた受けた無機物が壁や天井などに形成するトラップ。
浸蝕ガントリップ
浸蝕を受けた無機物が砲台化したもの。浸蝕液を飛ばしてくる攻撃系トラップ。
リキッドA
「H0213」が溶け込んだ水。攻撃性が高く、すべての物体を浸蝕しようとする。
リキッドB
「H0213」により分子構造が変化して触手状になった水。攻撃性が極めて高い。
セントリーガン
施設内部に設置された警備装置。センサーで自動的に侵入者を検知し、攻撃を開始する。
プラスチック爆弾
施設に侵入したRECON隊員が仕掛けたブービートラップ。初歩的な罠だが確実な殺傷力を持つ。